# Xicohtzinco
Xicohtzinco è un comune dello stato di Tlaxcala, nel Messico centrale, il cui capoluogo è la omonima località.
La municipalità conta 12.255 abitanti (2010) e ha un'estensione di 7,33 km².
Il nome Xicohtzinco in lingua nahuatl significa dietro le vespe.